# Allococalodes cornutus
Allococalodes cornutus är en spindelart som beskrevs av Fred R. Wanless 1982. Allococalodes cornutus ingår i släktet Allococalodes och familjen hoppspindlar. Inga underarter finns listade i Catalogue of Life.